# Ducat d'Almenara Alta
El ducat d'Almenara Alta, és un títol nobiliari espanyol creat el 24 de gener de 1830, amb grandesa d'Espanya, pel rei Ferran VII, a favor del regidor de l'Ajuntament de Barcelona i acadèmic Joan Antoni de Fivaller i de Bru, comte de Darnius, senyor d'Almenara Alta i de Margalef, que va prendre el nom de Joan Antoni de Fivaller-Clasquerí i de Bru, afegint el segon cognom patern. Era fill de Joan Antoni de Fivaller-Clasquerí Rubí i Torres i de la seva esposa Maria Antònia de Bru i Descatllar de Besora, senyora del castell de Tona i de la quadra de Pedralba. Més endavant passà als Martorell.
Pren la denominació de la localitat d'Almenara Alta, situada en el municipi d'Agramunt, a l'Urgell.

## Ducs d'Almenara Alta
|      | Titular                                       | Període             |
| ---- | --------------------------------------------- | ------------------- |
| I    | Joan Antoni de Fivaller-Clasquerí i Bru       | 1830-1846           |
| II   | Joan Antoni de Fivaller i Taberner            | 1846-1874           |
| III  | Josep Maria de Martorell i de Fivaller        | 1874-1886           |
| IV   | Gabí de Martorell i de Fivaller               | 1886-1893           |
| V    | Ricard de Martorell i de Fivaller             | 1893-1907           |
| VI   | Gabí de Martorell i Téllez-Girón              | 1907-1918           |
| VII  | Francesc de Borja de Martorell i Téllez-Girón | 1918-1940           |
| VIII | Maria Soledat de Martorell i Castillejo       | 1951-actual titular |